# Retable Lösel
Le retable Lösel est un retable polyptyque réalisé par un artiste inconnu entre 1455 et 1460. Commande de Johann Loesel (de) pour une chapelle de Rheinfelden, en Suisse, il est aujourd'hui dispersé, six panneaux étant identifiés.
- Le Kunstmuseum de Bâle conserve celui de la naissance de Jean le Baptiste.
- Le Musée des Beaux-Arts de Dijon, en France, détient celui du baptême du Christ.
- Trois autres se trouvent au Musée des Beaux-Arts de Mulhouse, et figurent :
  - la Résurrection de Jésus,
  - la mort de la Vierge
  - et la présentation de Johann Lösel à celle-ci.
- Enfin, la localité d'origine du retable conserve dans son hôtel de ville une image de la Transfiguration.

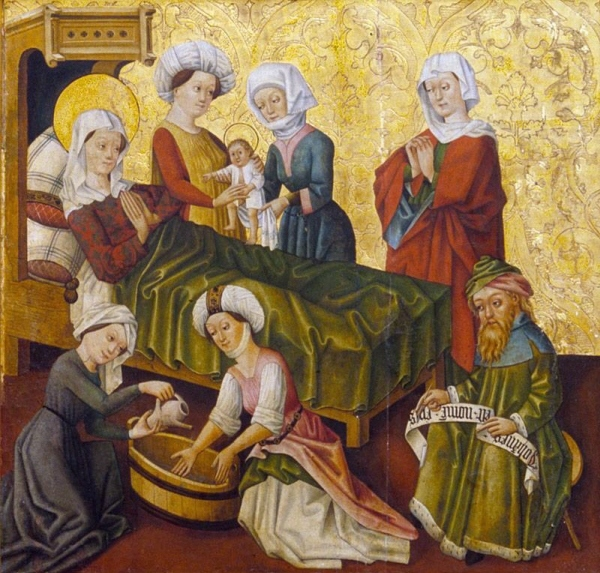
Panneau de la naissance de Jean le Baptiste, Kunstmuseum, Bâle.
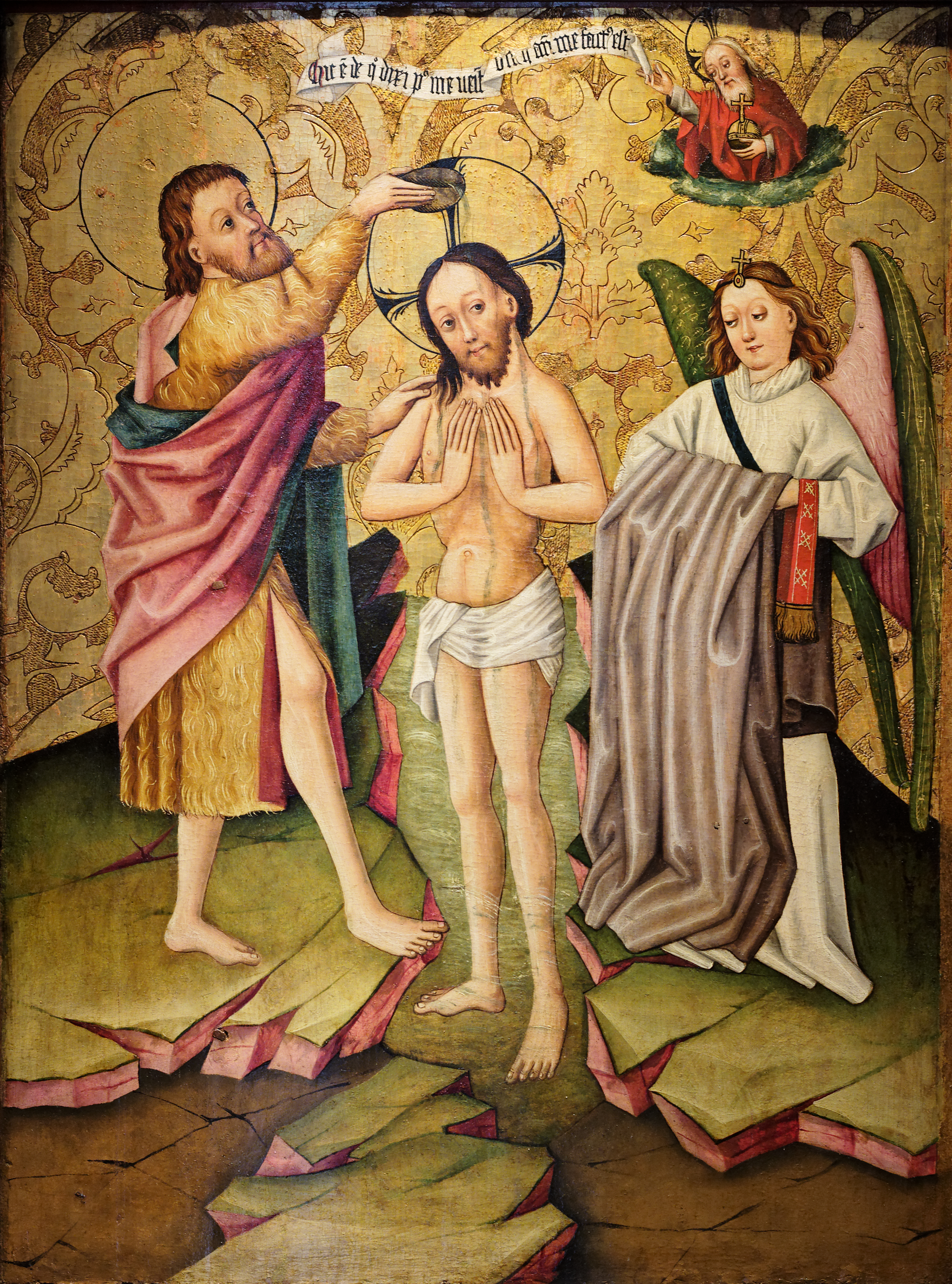
Panneau du baptême du Christ, musée des Beaux-Arts de Dijon.
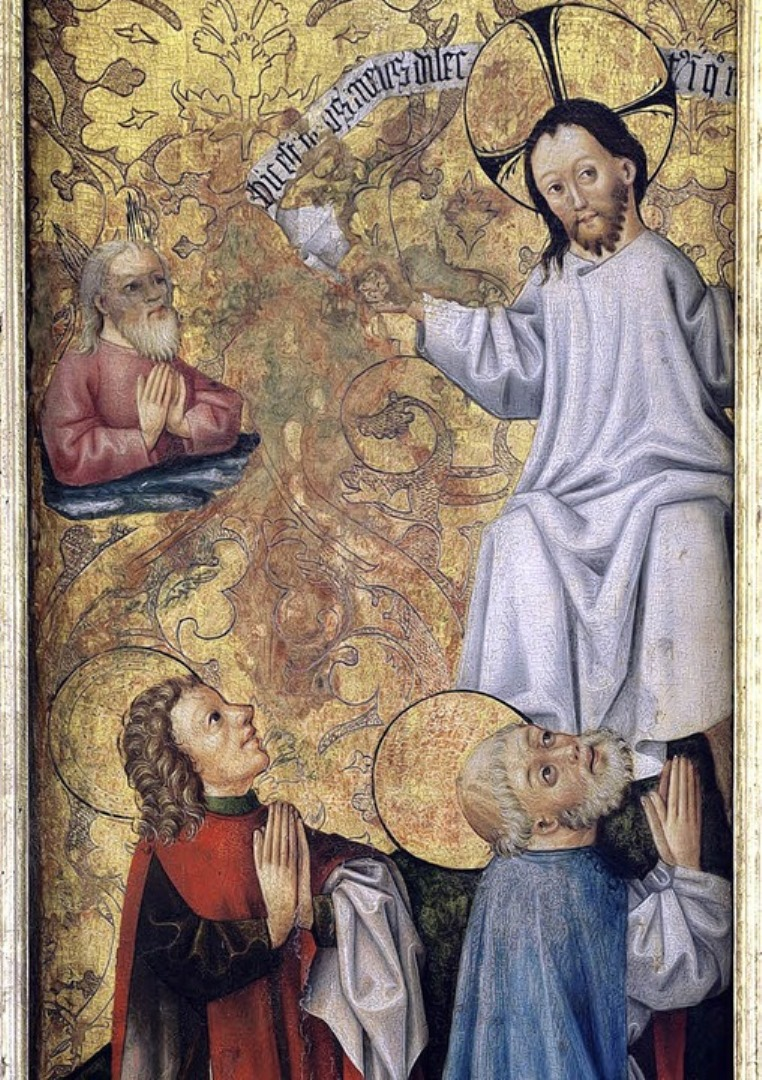
Panneau de la Transfiguration, mairie de Rheinfelden, Rheinfelden
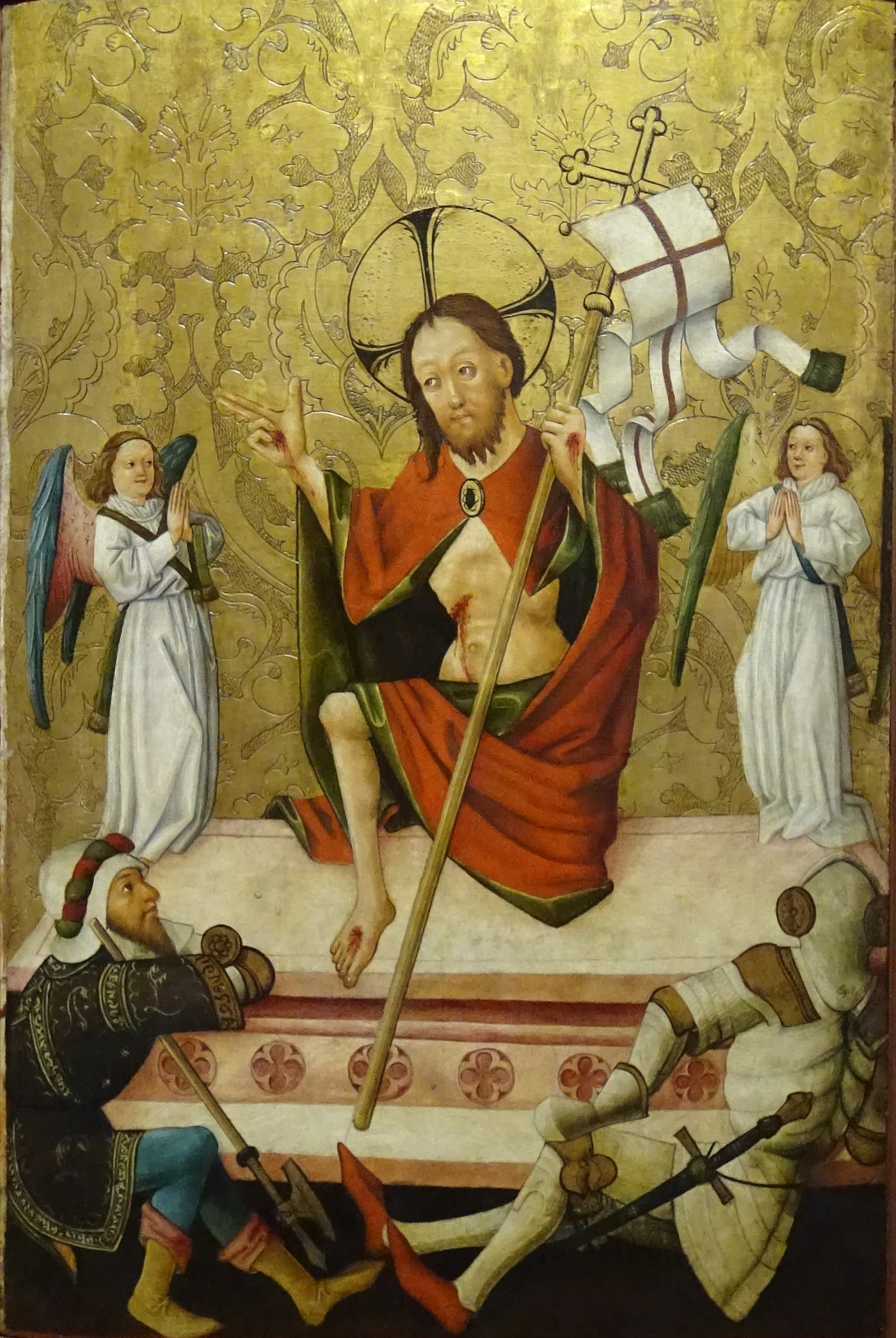
Panneau de la Résurrection de Jésus, musée des Beaux-Arts de Mulhouse.
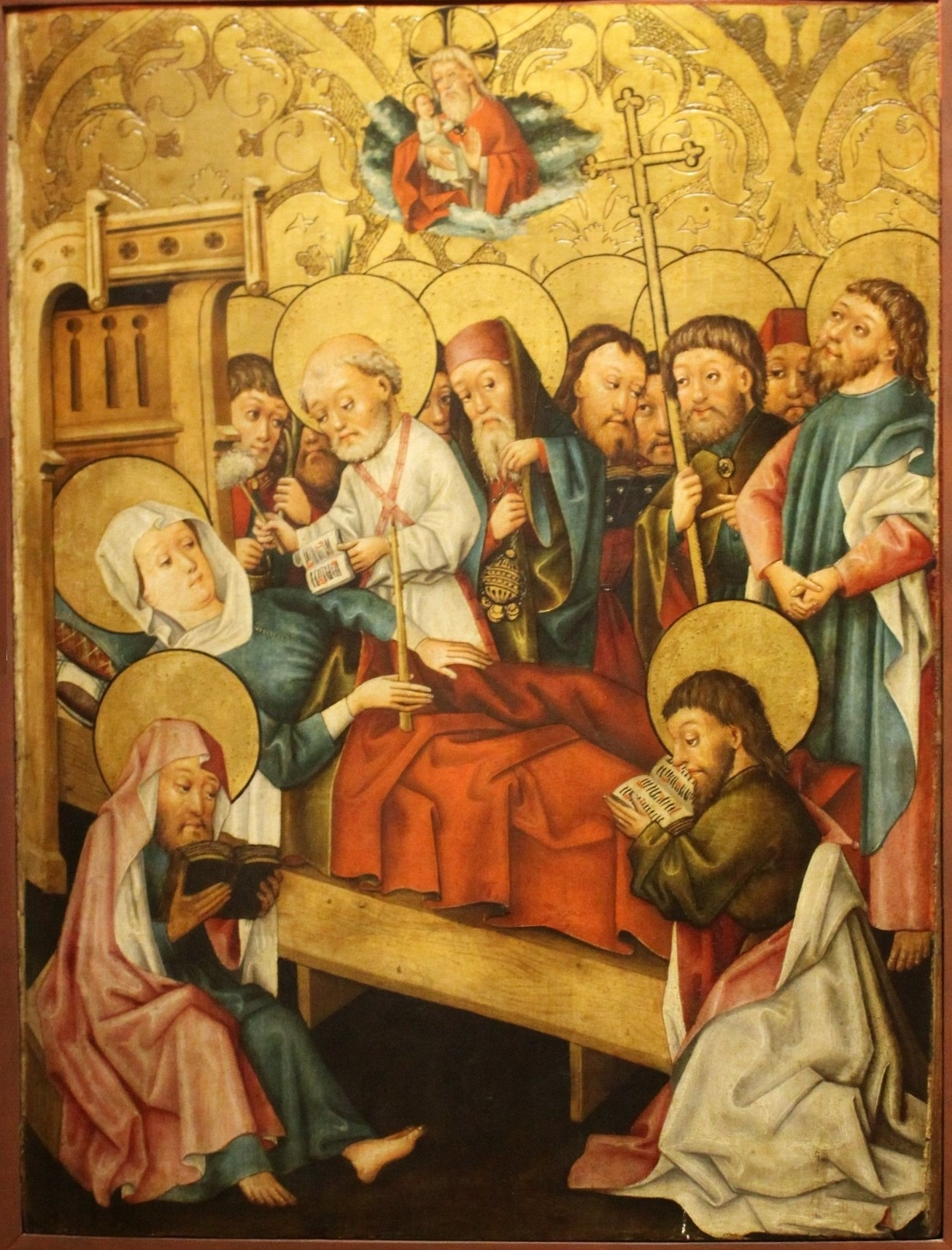
Panneau de la mort de la Vierge, musée des Beaux-Arts de Mulhouse.
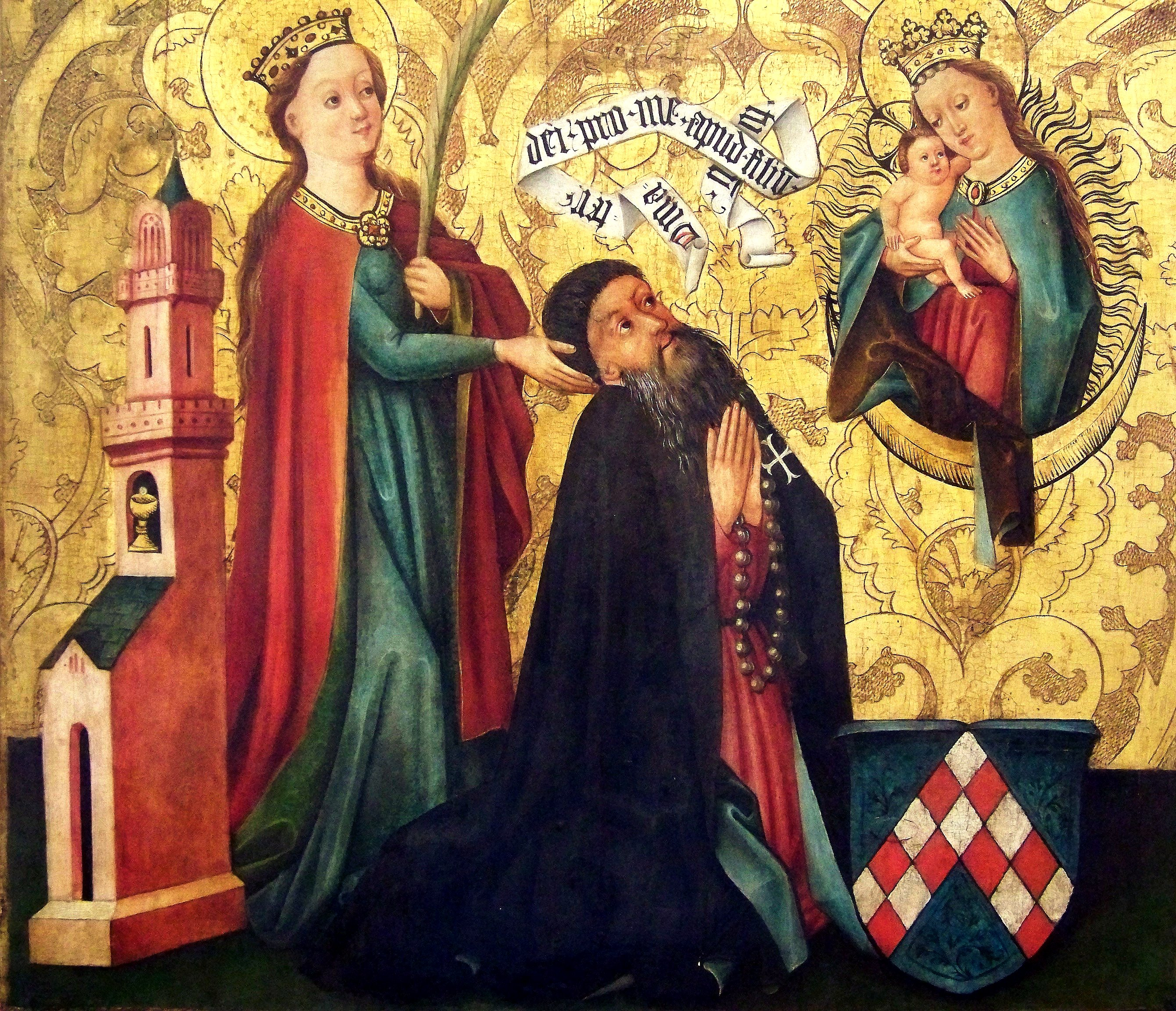
Panneau de la présentation de Johann Loesel à la Vierge, musée des Beaux-Arts de Mulhouse.